# Troglodiplura lowryi
Troglodiplura lowryi is een spinnensoort uit de familie Anamidae. De wetenschappelijke naam van de soort werd voor het eerst geldig gepubliceerd in 1969 door Main.

## Voorkomen
De soort komt voor in het zuiden en westen van Australië in de grotten van de Nullarborvlakte.